# Сатана
Сатана́ або Дия́вол (єврейською שָׂטָן; грецькою Σαταναήλ; арамейською סָטָנָא; їдиша טײַוול) — духовне створіння, яке є головним супротивником Бога та всіх, хто поклоняється правдивому Богові за версією Біблії. Є уособленням зла. Його було названо Сатаною, тому що він став противником Богові. Сатана також знаний як Диявол, оскільки він є головним наклепником, який ганьбить Бога перед людьми. Він названий прадавнім змієм, тому що його фальшиве слово як зміїна отрута, і з цієї причини назва «змій» стала означати «підступний». У біблійній книзі Об'явлення Сатана також символічно зображений як дракон, що пожирає.

## Походження Сатани за Біблією
Біблія не описує Сатану, як істоту з рогами, хвостом і вилами, яка смажить людей у вогняному пеклі. Це витвір уяви середньовічних малярів, що зазнали впливу зображень міфічного еллінського божка Пана і опису пекла тосканського поета Данте Аліг'єрі в знаменитому творі «Божественна комедія».
У Біблії вказується, що створіння, відоме як Сатана, не завжди мало це ім'я. Радше, це описове ім'я він отримав через те, що став на шлях спротиву Богові. У Біблії не згадується, яке він мав ім'я перед тим. Правдивий Бог є єдиним Творцем і «діло Його досконале». Отже, той, хто став Сатаною, був створений Богом як досконала і праведна духовна істота. Свого часу Ісус Христос сказав про нього: «Він був убивцею ще відтоді, як пішов шляхом непослуху, і в правді не встояв, бо правди в ньому немає». Звідси напрошується висновок, що Сатана спочатку був «в правді», але залишив цей шлях.
Сатана — це ім'я, яке цей ангел отримав після гріхопадіння.
Місця у Біблії де зустрічається слово «сатана»
У Біблії ім'я Сатана згадується 52 рази, Диявол—33 рази. Слово «сатана» зустрічається в наступних місцях Біблії перекладу Огієнка:
2 Самуїлова 19:23; 24:1; 1 Хронік 21:1; Йова 1:6-9, 12; 2:1-7; Псалми 108:6; Захарія 3:1, 2; Матвія 4:10; 12:26; 16:23; Марка 1:13; 3:23, 26; 4:15; 8:33; Луки 10:18; 11:18; 13:16; 22:3, 31; Івана 13:27; Дії Апостолів 5:3; 26:18; Римлян 16:20; 1 Коринтян 5:5; 7:5; 2 Коринтян 2:11; 11:14; 12:7; 1 Солунян 2:18; 2 Солунян 2:9; 1 Тимофія 1:20; 5:15; Об'явлення 2:9, 13, 24; 3:9; 12:9; 20:2,7

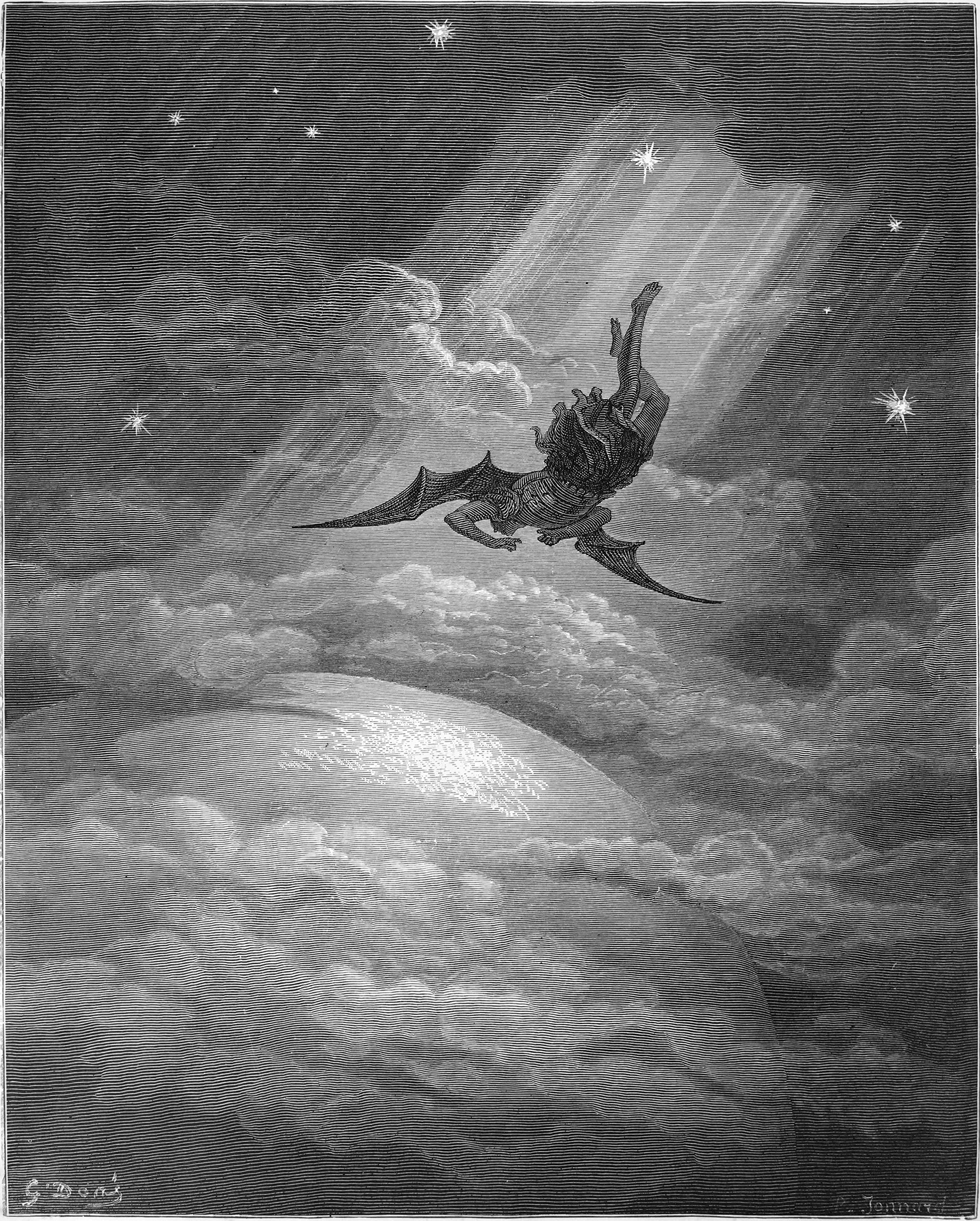
Сатана, як його зобразив Густав Доре в праці Джона Мільтона «Втрачений рай»

|                          | І я почув гучний голос на небі, який говорив: Тепер настало спасіння, і сила, і царство нашого Бога, і влада Христа Його, бо скинений той, хто братів наших скаржив, хто перед нашим Богом оскаржував їх день і ніч! І вони його перемогли кров'ю Агнця та словом свого засвідчення, і не полюбили життя свого навіть до смерти! Через це звеселися ти, небо, та ті, хто на нім пробуває! Горе землі та морю, до вас бо диявол зійшов, маючи лютість велику, знаючи, що короткий час має! |
| — Об'явлення — Голова 12 | |

## Погляд церкви
Сатана — Гáспид, себто ворог, спокусник, злий дух, уособлення зла, головний супротивник Господа. Дехто твердить, що прямих згадок про Сатану у Біблії немає, однак це не так. Наприклад, книга Йова описує діалог між Богом і Сатаною. Також, відносно широко відома у популярній культурі розмова між Ісусом Христом та Дияволом, описана у Євангелії від Матвія. Персонажі, найбільш близькі за суттю до диявола, згадуються тричі: у книзі Буття — змій-спокусник із забороненим плодом, у Новому Заповіті — Князь світу цього, у Апокаліпсисі Іоана Богослова — дракон, що буде скинутий з небес.
Цілісна концепція Сатани та пекла в основному (протягом Середньовіччя, особливо раннього, вона неодноразово уточнювалась і доповнювалась) була вироблена 325 року на Вселенському соборі в Нікеї. Згідно з нею Сатана (він же Люцифер, що в перекладі означає «ранкова зоря» або «світлоносний») був найвидатнішим архангелом в оточенні Господа, але впавши в гординю оголосив себе рівним Богові, за що був скинутий з небес на землю. На землі його функції полягають у спокушуванні людей та схилянні їх до гріхів, внаслідок чого їхні душі після тілесної смерті позбавляються вічного блаженства в раю і потрапляють на вічні муки до пекла. Слугами сатани є демони — ангели, яких він спокусив, і які були скинуті з небес разом з ним.
Глобальна концепція існування Сатани і Бога у світлі всемогутності і всезнання останнього, є доволі хиткою — між ними нібито існує суперництво за людські душі, які необхідно завоювати до кінця світу, який настане з другим пришестям Ісуса Христа. У пізніші часи ця концепція, як і концепція пекла з фізичним вогнем, викликала значні теологічні суперечки, однак у раннє Середньовіччя вона допомогла християнству швидко завоювати язичницькі племена Європи. Причиною цього була не лише наявність злих богів — аналогів Сатани у язичницьких пантеонах — і наявність пекла, як засобу залякування (хоча у ранньому Середньовіччі, на відміну від пізнього, головний акцент робився на пекло, а не на рай), а в психології варварських племен Європи: усе населення, незважаючи на своє основне заняття (землеробство, скотарство), було воїнами із відповідним світоглядом і зневагою до слабкості, що унеможливлювало визнання гріховності людини через власну слабкість і зумовлювало необхідність існування злої сили, яка була б відповідальною за існування гріха. Сатана, який ідеально підходив на цю роль, дуже швидко злився у свідомості людей раннього Середньовіччя із знайомими їм духами і демонами язичницьких часів.
У слов'янських мовах приблизний відповідник Сатани — «чорт».
Найбільше Сатана любить спокушати побожних подвижників: «Києво-Печерський Патерик» описує такі спокуси ченців; навіть Теодосієві Печерському († 1074) з'являвся Сатана, «як пес черен». Однак він не могутній і боїться Хреста, свяченої води, посту та молитов.
Середньовічні переклади й оригінальні українські твори зберегли описи про активність Сатани і злих духів, які «людьми володіють і в них уселяють і гонять їх і … мордують». Апокрифи, згадуючи про Сатану, виявляють дуалістичні погляди, які через Болгарію (богомильство) дісталися до Києва. Так, у Початковому літописі (1071) є твердження волхвів про те, що «диявол створив людину, а Бог у неї вклав душу, тому по смерті людини тіло йде у землю, а душа до Бога», у Требнику є моління від злих духів, і у чині Хрещення вимагається відректися від Сатани і прилучитися до Христа. Сатану також часто зображували у релігійному малярстві, найбільше в картинах Страшного Суду, де чорти знущаються з грішників.

## Сатана в мунізмі
У богослов’ї Церкви Об’єднання ім’я «сатана» позначає архангела Люцифера після гріхопадіння: встановивши позашлюбний зв’язок з Євою, а згодом опосередковано з Адамом, він перевернув початкову ієрархію «Бог → людина → ангел», утворив світ під своїм пануванням і став «фальшивим батьком» людства, що передає людям гріховну природу через кровний родовід.
У муністській провіденційній схемі сатана діє як «прокурор», але має зрештою втратити владу через «природну капітуляцію». Цією точкою відліку вважається 21 березня 1999 р., коли, за свідченням Мун Сон Мьона, Люцифер письмово визнав свою провину перед Богом і людством; відтоді ангел поступово повертається до ролі служителя, хоча його поплічників ще треба підкорити через сімейне, родове та національне відновлення людства.

## Сатана як алегорія
Багато юдеїв вважають падіння Сатани в Старому Заповіті алегорією. Цю точку зору підтримували Ісаак Ньютон і Джон Локк, а також Христадельфіяни.

## Образ Сатани в масовій культурі

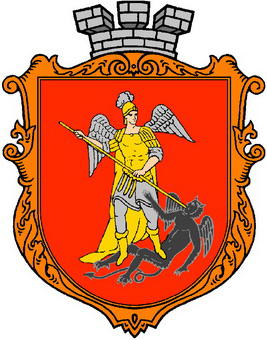
Диявол на гербі Гадяча

У масовій культурі Сатана представлений у різному вигляді, однак його характер зазвичай однаковий: дуже жорстокий, цинічний і хитрий.

### У кінематографі
- Сімпсони — Сатана представлений у вигляді рогатого демона з козлячими ногами, хвостом і червоною шкірою.
- Футурама — в мультсеріалі є робот-аналог Сатани — Робо-Диявол.
- Костянтин: Володар темряви — Сатана представлений в людській подобі.
- Примарний вершник та Примарний вершник 2 — у фільмах диявол має ім'я Мефісто і представлений в людській подобі.
- Люцифер (англ. Lucifer) — американський телесеріал. У серіалі Диявол представлений у людській подобі та має ім'я Люцифер.
- Чорнокнижник — З'являється у сцені з медіумом, там він називається Зе́мієлом.

### У відеоіграх
У відеоіграх Сатана майже завжди фігурує як головний злодій, який прагне завоювати світ лодей.
- NecroVisioN — Сатана має ім'я Мефістофель і представлений як величезне рогате чудовисько.
- Infernal — Сатана має ім'я Луціус Чорний, Володар Безодні, і представлений в людській подобі.
- Castlevania: Lords of Shadow — Сатана представлений у вигляді пропащого ангела: схожа на людину істота з чорними крилами.
- Castlevania: Lords of Shadow 2 — зовнішність Сатани в грі змінена, порівняно з попередньою частиною, як і мотивація Сатани: замість завоювати світ він прагнув його знищити, однак йому це не вдалось і він загинув.

### Сатана і президент Росії Путін
У 2016 році Путін був зображений в образі сатани на обкладинці журналу The Economist. З початком вторгнення Росії в Україну на фресці 14 століття Кафедрального собору Верони в образі сатани розгледіли риси російського президента В. Путіна, що є прикладом апофенії.